# Bad Radkersburg
Bad Radkersburg (szlovénül Radgona, régi magyar nevén Regede, vendül Radgonja) osztrák város Stájerország Délkelet-stájerországi járásában. 2017 januárjában 3160 lakosa volt. A Mura partján fekszik, szemben vele, a szlovén oldalon található ikervárosa, Gornja Radgona. Bad Radkersburg fürdőváros, termálvízforrása 80 °C-os.

## Nevének etimológiája
Neve a déli szláv Radigoj személynévből származik, eredeti jelentése Radigoj vára volt. A régi magyar nyelvben a szláv névből alakult ki a magyar Radage változat (említése fennmaradt 1255-ből), majd ebből a Regede (1347-től) elnevezés.
A Google Térkép alkalmazása a 2010-es évektől 2021-ig - tévesen - „Kerékerősítővár”-ként hivatkozott a kisvárosra, ha magyart állított be a felhasználó a nyelvi beállításoknál. Ezt a nevet más források nem erősítik meg, és a település régi magyar neve is más volt. 2015-ben egy nyelvi honlapon már említették egy cikkben ezt a nevet, tehát az átnevezés ez előtt történt. Később az interneten – alighanem a térképalkalmazásból átvéve – szintén feltűnt ez az elnevezés néhány helyen. Végül javították a hibát.

## Elhelyezkedése

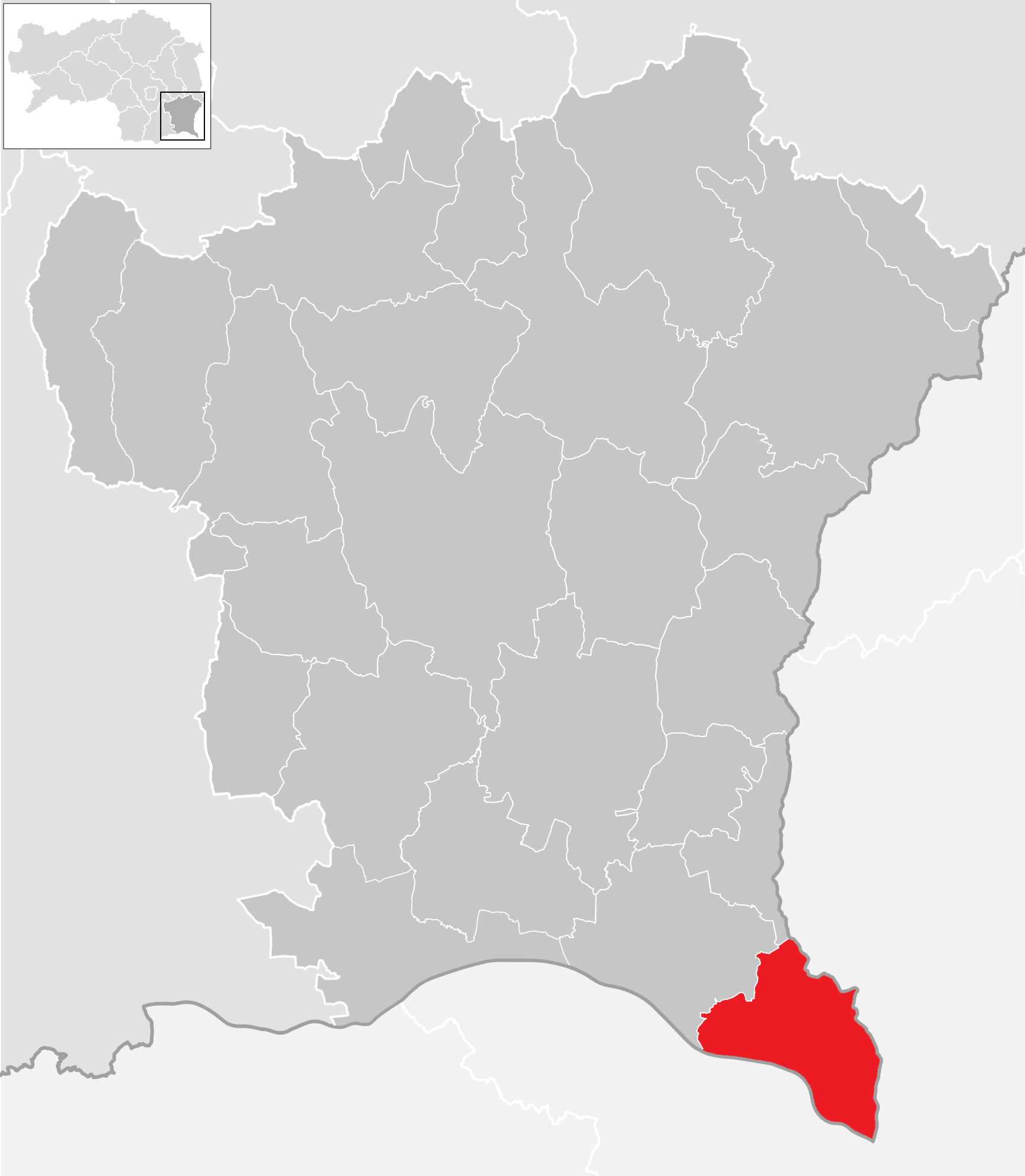
Bad Radkersburg a Délkelet-stájerországi járásban

Bad Radkersburg a Mura folyó északi partján, közvetlenül a szlovén határ mellett fekszik, 209 méteres tengerszint feletti magasságban. Területe csaknem teljesen sík, környezetében szántóföldek terülnek el. Radkersburg a Szlovénia területébe ékelődő osztrák vidék központja, az ellenőrzés 2007-es feloldásáig fontos közúti határátkelőhely volt. A város északi szélén lévő vasútállomás a Graz környéki elővárosi forgalomba kapcsolja be a határvárost. A települést érinti a muramenti kerékpárút. Az önkormányzat 10 települést egyesít: Bad Radkersburg (1358 lakos), Altneudörfl (496), Dedenitz (71), Goritz bei Radkersburg (257), Hummersdorf (152), Laafeld (316), Pfarrsdorf (97), Pridahof (67), Sicheldorf (167), Zelting (111)-
A környező önkormányzatok: nyugatra Halbenrain, északra Klöch, északkeletre Vashidegkút (Szlovénia), keletre Csendlak (Szlovénia), délkeletre Radenci (Szlovénia), délre Gornja Radgona (Szlovénia)

## Történelme

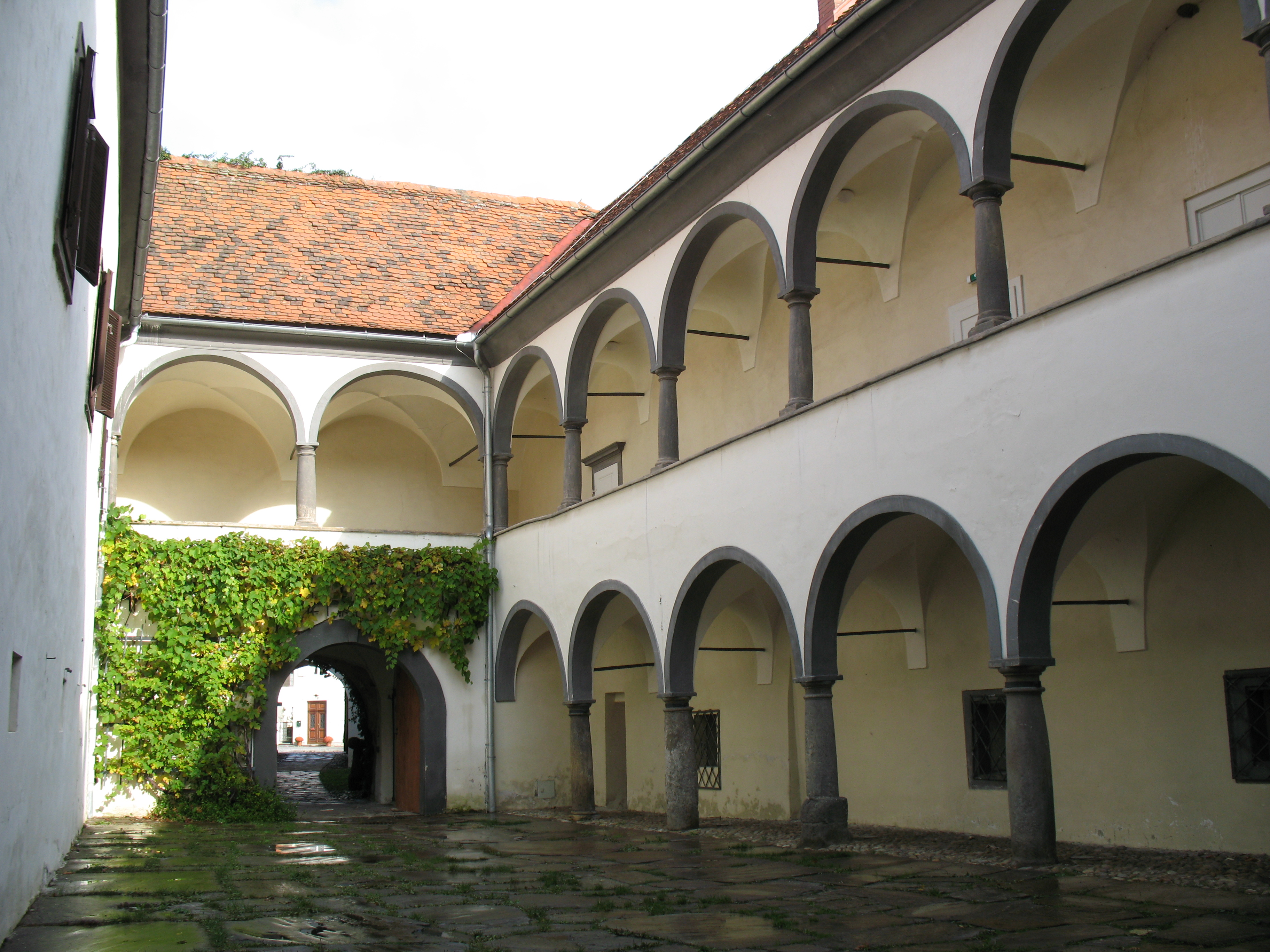
A városi múzeum (régi fegyvertár) udvara

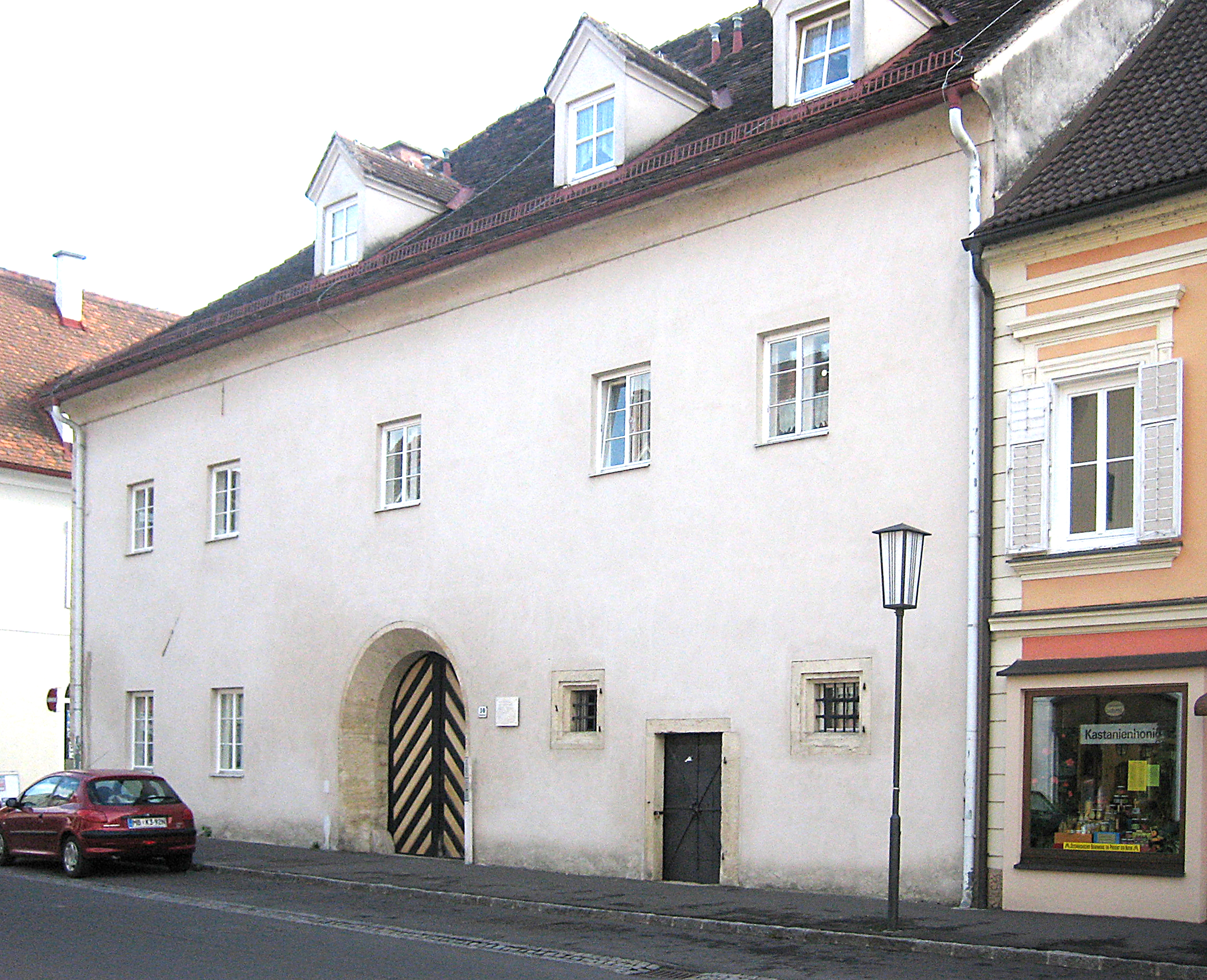
A Pistor-kaszárnya

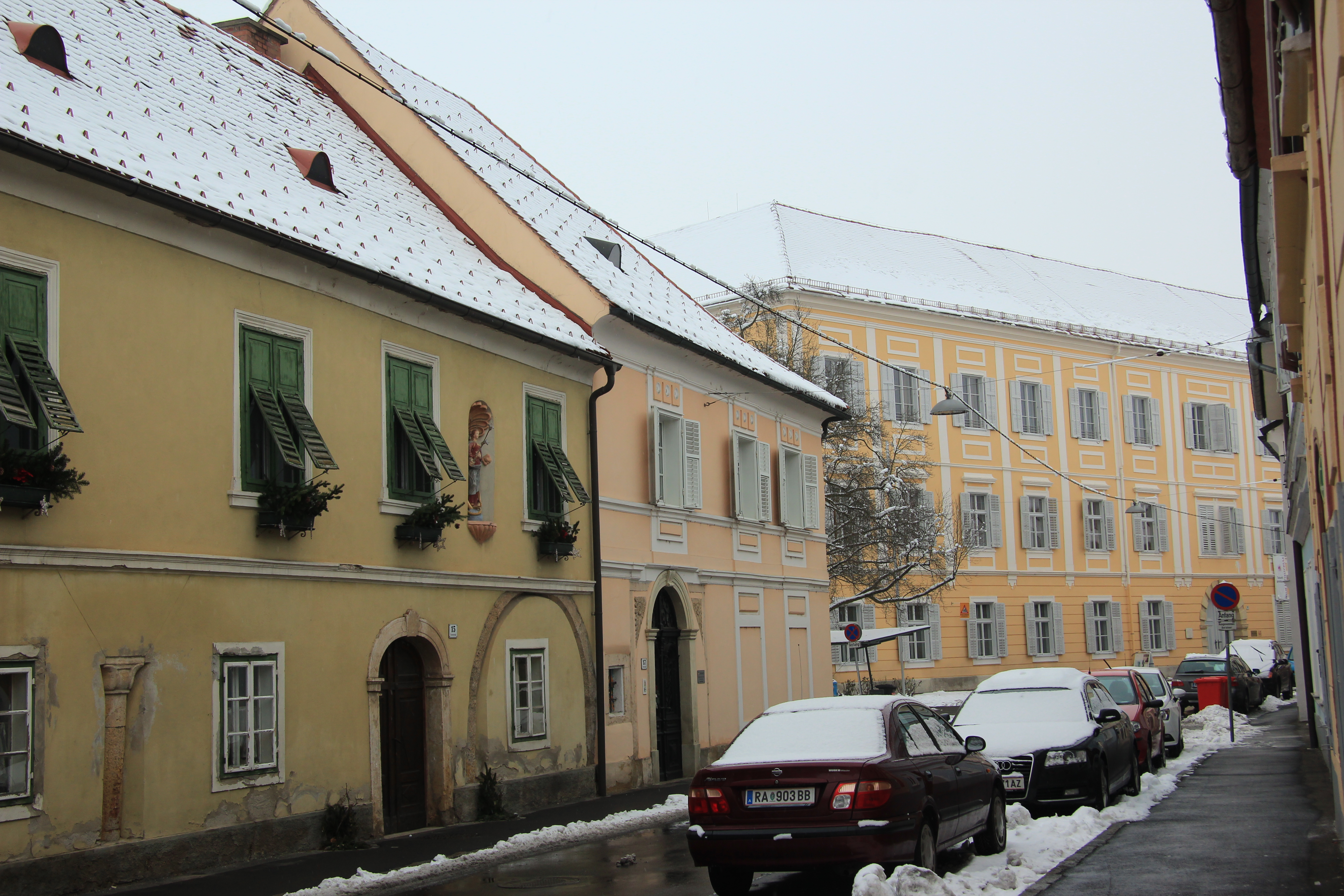
A Nádasdy-palota (balra)

Radkersburg első írásos említése 1182-ből származik. II. Ottokár 1265-ös urbáriumában már mezővárosként szerepel. A várost I. Albert német király uralkodásának idején átformálták, a városkép precízen tervezett várost mutat. A 13. század végén Radkersburgot fallal vették körül, hogy a Magyarország ellen létrehozott erődrendszer része legyen. 1299-ben már városjoggal rendelkezett. A 15. század második felében a régió sok nehézséget élt át, de a város az 1469-es Baumgartner-felkelést és Mátyás magyar király tízéves megszállását (1480-90 között) viszonylag épségben vészelte át. A 16. századi török háborúk során Radkersburg kulcsszerepet kapott a Mura völgyének védelmében, erődrendszerét az olasz Domenico dell'Allio vezetésével modernizálták és megerősítették. 1582-ben birodalmi erődítménnyé minősítették. Az 1880-as évektől kezdve kiéleződött a Radkersburgot lakó német és a környéken lakó szlovén nyelvű polgárok közötti viszony. Az első világháború lezárása után a várost megszállta a Szerb–Horvát–Szlovén Királyság hadserege, ám a német nyelvű lakosság 1919 februárjában kitört felkelése után a délszlávok a Mura déli partjára vonultak vissza. A város megosztását hamarosan a saint-germaini békeszerződés szentesítette, Radkersburg déli városrésze Gornja Radgona néven az új délszláv állam része lett. A régi Regede lakosságának 88, területének 50%-a került Ausztriához.
A második világháború súlyos károkat okozott a városban és környékén, a Radkersburgban alig négy épület maradt sértetlen. 1941-ben a Wehrmacht Radkersburgból kiindulva támadta Jugoszláviát. 1945. április 15-én a szovjet Vörös Hadsereg elfoglalta a város déli felét, a visszavonuló német katonák pedig felrobbantották a Mura hídjait. A harcok során a város 321 házából csak 4 maradt épen. A háború után a jugoszláv oldalon élő német nyelvű lakosságot kitelepítették Ausztriába, a Mura két partján lévő államok között két évtizedig igen fagyos volt a viszony. A szlovén és az osztrák városrész közötti hidat csak 1969-ben nyitották meg újból. Az 1970-es években Radkersburgban hévízet tártak fel, amelyre később komoly termálturizmus épült. 2007. december 21-én, a schengeni egyezmény kiterjesztésével megszűnt a két Regede közötti határellenőrzés, azóta a szlovén és az osztrák városrész ismét egyre szervesebb egységet alkot.
2013-ig a város a Radkersburgi járás központja volt, amelyet ekkor Délkelet-stájerországi járás néven egyesítettek a Feldbachi járással. Az új körzet központja Feldbachba került. A 2015-ös stájerországi közigazgatási reform során az addig önálló Radkersburg Umgebung községet egyesítették a városi önkormányzattal.

## Lakosság
A Bad Radkersburg-i önkormányzat területén 2017 januárjában 3160 fő élt. A lakosságszám 1910 óta (akkor 5070 fő) többé-kevésbé folyamatosan csökken. 2015-ben a helybeliek 91,2%-a volt osztrák állampolgár; a külföldiek közül 2,2% a régi (2004 előtti), 5,6% az új EU-tagállamokból érkezett. 2001-ben a lakosok 84,9%-a római katolikusnak, 7,9% evangélikusnak, 5,7% pedig felekezet nélkülinek vallotta magát. Ugyanekkor a szlovének aránya 4,8% volt és egy magyar élt a városban.
| 2016 | 3 115 |
| 2018 | 3 156 |

## Látnivalók
- a Bad Radkersburg-i termálfürdő

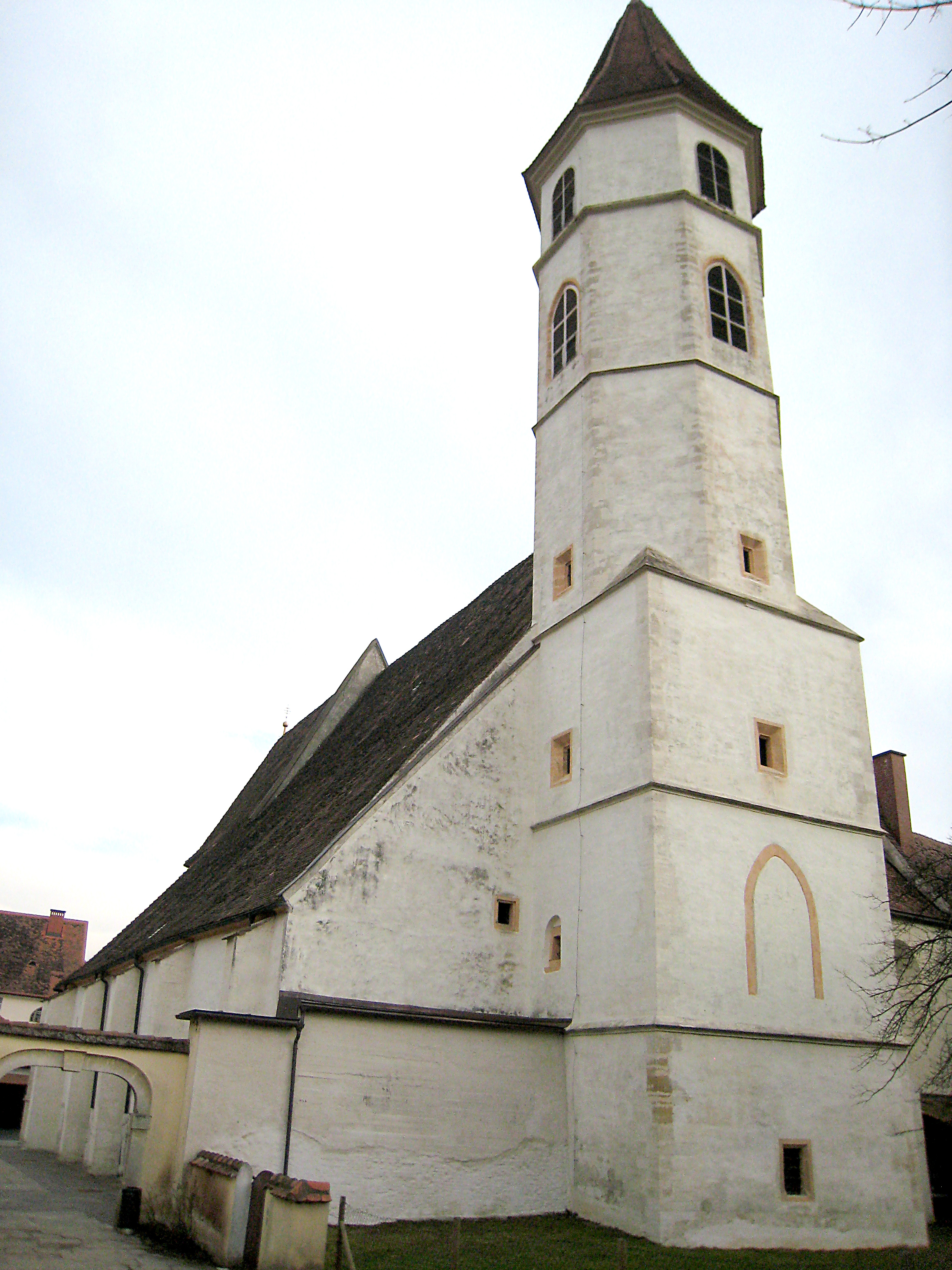
A Keresztelő Szt. János-plébániatemplom

- a város jelképe a városháza tornya, amelynek első három szintje gótikus stílusú; a felső szintet egy 1806-os tűz után újjáépítették.
- a Keresztelő Szt. János-plébániatemplom. A háromhajós gótikus templom eredetileg egy bástyából lett átalakítva. Külső falán Johannes Aquilától származó freskótöredék látható.
- az evangélikus templom
- a Szűz Mária-templom
- a gótikus ágostonrendi remetetemplomot ma borospinceként használják.
- az 1680-as Mária-oszlop a főtéren
- az 1583-as reneszánsz Herberstorff-palota
- a 16. századi Pistor-kaszárnya 1400 körüli régi részében megtalálták Johannes Aquila eddig ismert legkorábbi freskóját
- a régi fegyvertárban berendezett városi múzeum
- a volt Mickl-kaszárnya
- a Johannes Aquila-kultúrház

## Híres Bad Radkersburg-iak
- Nádasdy Ferenc (1708-1783) tábornagy
- Johann Nepomuk Hermann Nast (1754–1817) porcelángyáros
- Marie Egner (1850–1940) festő
- Leopold Vietoris (1891–2002) matematikus
- Aribert Heim (1914–1992) a mauthauseni koncentrációs tábor orvosa
- Peter Luttenberger (1972-) kerékpározó

Jelentős ideig a városban élt Johannes Aquila (14. sz. közepe-15. sz. eleje) freskófestő 

## Testvértelepülések
- Varasd (Horvátország)
- Lenti (Magyarország)

## Fordítás
- Ez a szócikk részben vagy egészben  a   Bad Radkersburg című német Wikipédia-szócikk ezen változatának fordításán alapul.  Az eredeti cikk szerkesztőit annak laptörténete sorolja fel. Ez a jelzés csupán a megfogalmazás eredetét és a szerzői jogokat jelzi, nem szolgál a cikkben szereplő információk forrásmegjelöléseként.